# Casa da História Europeia
A Casa da História Europeia é uma iniciativa do Parlamento Europeu. Enquanto instituição cultural e museu, a Casa da História Europeia pretende mobilizar todos os instrumentos disponíveis com vista à promoção de uma melhor compreensão da história da Europa e da integração europeia. O projeto inclui uma exposição permanente, exposições temporárias e itinerantes, um acervo de objetos e documentos representativos da história europeia, programas educacionais, eventos culturais e publicações, bem como uma ampla oferta de conteúdos online. A Casa Da História Europeia situa-se em Bruxelas, próximo das instituições da União Europeia e abriu portas em 6 de maio de 2017. 
O museu está aberto sete dias por semana e a entrada é gratuita. Um tablet interativo fornece o conteúdo do museu em 24 línguas, ao passo que as visitas guiadas estão disponíveis em francês, neerlandês, alemão e inglês. Foram criadas secções e percursos especiais para crianças e famílias. 

## Génese do projeto
A ideia de criar uma Casa da História Europeia foi lançada em 13 de fevereiro de 2007 pelo presidente Hans-Gert Pöttering no discurso inaugural que proferiu por ocasião da sua entrada em funções na qualidade de presidente do Parlamento Europeu. Um dos grandes objetivos da Casa da História Europeia consiste em «aprofundar os conhecimentos dos europeus de todas as gerações sobre a sua própria história e, deste modo, contribuir para uma melhor compreensão da evolução da Europa no presente e no futuro». Em outubro de 2008, um Comité de Peritos liderado pelo Prof. Hans Walter Hütter, o chefe da Casa da História da República Federal da Alemanha, apresentou um relatório intitulado «Base conceptual para a Casa da História Europeia», que estabeleceu o conceito geral, o conteúdo do projeto e delineou a sua estrutura institucional.
Em junho de 2009, a Mesa do Parlamento Europeu decidiu transformar a antiga clínica dentária Eastman no futuro museu e, em julho, lançou um concurso internacional de arquitetura. Em 31 de março de 2011, o grupo vencedor constituído por Chaix & Morel and Associates (FR), JSWD Architects (DE) e TPF (BE) foi selecionado para efetuar a renovação e ampliação do edifício. Apoiada por um Conselho Científico que reúne especialistas de renome internacional, presidido pelo professor Włodzimierz Borodziej, dentro da Direção Geral da Comunicação do Parlamento Europeu, foi criada uma equipa de profissionais multidisciplinar, chefiada pela historiadora e conservadora Taja Vovk van Gaal, para preparar o conteúdo das exposições e criar a futura estrutura.

## O conteúdo
A Casa da História Europeia proporciona aos visitantes a possibilidade de conhecerem os processos e acontecimentos históricos europeus e de adotarem uma reflexão crítica sobre o significado destes processos para o presente. Trata-se de um museu, espaço de exposições, documentação e informação que coloca tanto os processos como os acontecimentos num contexto histórico e crítico mais amplo, reunindo e justapondo as experiências contrastantes dos europeus na história. A sua originalidade reside no seu esforço para transmitir uma visão global transnacional da história europeia, tendo em conta a diversidade dessa mesma história e das suas várias interpretações e perceções. Tem por objetivo permitir que um vasto público compreenda a história recente integrada no contexto dos anteriores séculos que plasmaram ideias e valores. A Casa pretende, deste modo, facilitar a reflexão e o debate sobre a Europa e a União Europeia. 
Com cerca de 4 000 m2 à sua disposição, a exposição permanente é o elemento central da Casa da História Europeia. Mediante a utilização de objetos e documentos na mais ampla gama de suportes, proporciona uma viagem através da história da Europa, sobretudo aquela que se reporta ao século XX, com retrospetivas sobre os desenvolvimentos e acontecimentos em períodos anteriores que se revestem de especial importância para todo o continente. Neste contexto, a história da integração europeia é exibida em toda a sua singularidade e complexidade.
Em dezembro de 2012, quando o Prémio Nobel da Paz foi entregue à União Europeia, decidiu-se que a Medalha e o Diploma seriam os primeiros objetos a integrar a exposição permanente da Casa da História Europeia . 
A Casa centra-se no visitante e está aberta a todos, estando em conformidade com as políticas do Parlamento relativas à acessibilidade. Para esse efeito, as suas principais ofertas estão disponíveis em 24 línguas, o que corresponde às línguas oficiais da União Europeia no momento da sua inauguração. O multilinguismo é entendido como uma expressão da diversidade cultural na Europa e a Casa da História Europeia deseja que os seus visitantes experimentem as ofertas multilingues como um dos principais ativos da instituição.

## Exposição permanente
Ocupando quatro pisos da Casa da História Europeia, as galerias da exposição permanente utilizam objetos e recursos multimédia para conduzir os visitantes numa narrativa estimulante que foca os séculos XIX e XX do continente. A exposição permanente apresenta a História Europeia nas suas vertentes política, económica, social e cultural, em formato cronológico, mas com uma abordagem temática. 

## Exposições temporárias
O programa da Casa da História Europeia inclui, igualmente, uma exposição temporária anual que oferece a oportunidade de aprofundar ou ampliar os temas e os períodos da exposição permanente. Tal permite tipos de exposição diferentes ou inovadores e um conteúdo diversificado, de forma atrativa para diversas audiências. Tal como acontece com a exposição permanente, estas exposições temporárias têm uma abordagem transnacional e interdisciplinar. São apresentadas em quatro línguas (inglês, francês, alemão, neerlandês). Até à data, as exposições temporárias foram:
- Interações - de 5 de maio de 2017 a 31 de maio de 2018
- Juventude rebelde - de 1 de março de 2019 a 29 de fevereiro de 2020
- Falso ou Verdadeiro - de 1 de outubro de 2020 a 1 de janeiro de 2022
- Quando as paredes falam!  - de 30 de abril de 2022 a 13 de novembro de 2022
- Descartável - de 18 de fevereiro de 2023 a 14 de janeiro de 2024

## Produtos Digitais
No âmbito da missão do museu de ser acessível a públicos de todo o continente e de proporcionar novos meios de transmissão da História transnacional, foi lançada uma série de produtos digitais:
- Coleção em linha

- Visita virtual
- Expo 58 (a lançar no final de 2023)
- Conferências e eventos interativos transmitidos em direto

## Aprendizagem e eventos
A oferta pedagógica do museu baseia-se numa visão transeuropeia, que explora as memórias históricas, as diferentes experiências e os aspetos comuns dos povos da Europa. O material didático está disponível tanto no museu para grupos de estudantes como em linha em 24 línguas para utilização nas salas de aula. As escolas podem igualmente seguir visitas guiadas e seminários adaptados para estudantes em inglês, francês, alemão e neerlandês. 
O programa anual de eventos consiste em palestras, conferências, seminários, concertos e projeções de filmes. Foram dadas palestras notáveis por Anne Applebaum, Timothy Garton Ash, Ivan Krastev, Timothy Snyder, Jay Winter e Norman Davies.

## Local
O edifício Eastman, originalmente concebido para albergar uma clínica dentária, recebeu o seu nome em honra de George Eastman, o inventor da máquina fotográfica Kodak e filantropo americano. As suas generosas doações permitiram a criação de centros dentários em Nova Iorque, Londres, Roma, Paris, Bruxelas e Estocolmo, destinados a prestar cuidados dentários gratuitos a crianças desfavorecidas. 
Em 1933, a Fundação Eastman abordou o arquiteto suíço Michel Polak, conhecido pelo seu estilo Art Déco e, em especial, pelo célebre Résidence Palace, em Bruxelas, para projetar o novo edifício. Inaugurado em 1935, o edifício é interessante quer em termos de engenharia quer em termos de elementos de Art Déco. Na antiga sala de espera infantil encontra-se igualmente uma série de murais da autoria do pintor Camille Barthélémy, que ilustram as fábulas de La Fontaine. 
O Parque Leopold e os edifícios históricos, tal como o Instituto Pasteur ou a Biblioteca Solvay, foram classificados, em 1976, como património protegido. O próprio edifício Eastman ainda não se encontra classificado como património protegido. A clínica dentária encerrou as portas antes de ter sido transformada em escritórios das instituições da União Europeia, em 1980.

## Estimativa de custos e financiamento
Fase de desenvolvimento 2011-2015: 31 milhões de euros destinados à renovação e ampliação do edifício, 21,4 milhões de euros destinados à exposição permanente e às primeiras exposições temporárias (15,4 milhões de euros para a instalação da exposição e de outros espaços e 6 milhões de euros para o multilinguismo) e 3,75 milhões de euros destinados ao reforço da coleção. 
Os custos de desenvolvimento serão assumidos pelo Parlamento Europeu, mas as despesas de funcionamento poderão ser cofinanciadas pela Comissão Europeia, cujo presidente já manifestou a sua disponibilidade para contribuir para este efeito.

## Execução e gestão do projeto
Criada por iniciativa do Parlamento Europeu, a Casa da História Europeia mobiliza várias estruturas para a sua execução institucional.
O Conselho de Direção, presidido pelo antigo presidente do Parlamento Europeu, Hans-Gert Pöttering, é um órgão pluralista composto por figuras políticas de destaque, que congrega várias instituições da União Europeiae as autoridades de Bruxelas. As principais forças políticas e os principais órgãos do Parlamento encontram se representados no mesmo, que supervisiona a gestão geral do projeto. Os seus membros são: Włodzimierz Borodziej, Étienne Davignon, Hans-Walter Hütter, Miguel Angel Martínez, Gérard Onesta, Doris Gisela Pack, Chrysoula Paliadeli, Charles Picqué, Alain Lamassoure, Wojciech Roszkowski, Peter Sutherland, Androulla Vassiliou, Diana Wallis e Francis Wurtz.
O Conselho Académico, inicialmente presidido pelo historiador Włodzimierz Borodziej e composto por historiadores e profissionais de museus de renome internacional, desempenha as funções consultivas e de supervisão em questões de transcrição museológica e histórica. Os seus membros inicialmente foram: Norman Davies, Hans-Walter Hütter, Matti Klinge, Miguel Angel Martínez, Anita Meinarte, Hélène Miard-Delacroix, Mary Michailidou, Hans-Gert Pöttering, Oliver Rathkolb, António Reis, Maria Schmidt, Jean-Pierre Verdier e Henk Wesseling. O Conselho Académico é atualmente presidido pelo historiador Prof. Dr. Oliver Rathkolb.
A equipa académica, foi inicialmente chefiada pela historiadora e conservadora Taja Vovk van Gaal, responsável pela preparação de exposições e estruturação do futuro museu. A partir de outubro de 2012, a equipa foi auxiliada nestes trabalhos pelo projetista Arnaud Déchelle.
Atualmente o museu é dirigido pela Diretora do Museu Dra. Constanze Itzel.